# Leichtathletik-Junioreneuropameisterschaften 1975
| 3. Leichtathletik-Junioreneuropameisterschaften | 3. Leichtathletik-Junioreneuropameisterschaften |
| ----------------------------------------------- | ----------------------------------------------- |
| Das modernisierte Karaiskakis-Stadion           |                                                 |
| Stadt                                           | Piräus, Griechenland                            |
| Stadion                                         | Karaiskakis-Stadion                             |
| Teilnehmende Länder                             |                                                 |
| Teilnehmende Athleten                           |                                                 |
| Wettbewerbe                                     | 36                                              |
| Eröffnung                                       | 24. August 1975                                 |
| Schlussfeier                                    | 26. August 1975                                 |
| Eröffnet durch                                  |                                                 |

Die 3. Leichtathletik-Junioreneuropameisterschaften fanden vom 24. bis 26. August 1975 im Karaiskakis-Stadion von Piräus, dem historischen Hafen der griechischen Hauptstadt Athen statt.
Marlies Göhr wurde positiv auf Anabolika getestet. Wegen eines fehlerhaften Umgangs mit der B-Probe wurde der Fall nicht verfolgt.
Die Wettkampfergebnisse sind unter Weblinks zu finden.

## Männer
| Disziplin               | Gold                                                                    | Gold        | Silber                                                                     | Silber      | Bronze                                                              | Bronze      |
| ----------------------- | ----------------------------------------------------------------------- | ----------- | -------------------------------------------------------------------------- | ----------- | ------------------------------------------------------------------- | ----------- |
| 100-Meter-Lauf          | Werner Bastians                                                         | 10,52 s     | Jean-Claude Amoureux                                                       | 10,53 s     | Marian Woronin                                                      | 10,55 s     |
| 200-Meter-Lauf          | Werner Bastians                                                         | 21,29 s     | Marc Machabey                                                              | 21,40 s     | Eddy Albertin Michael Gruse                                         | 21,53 s     |
| 400-Meter-Lauf          | Henryk Galant                                                           | 46,88 s     | Peter Hoffmann                                                             | 47,27 s     | Bernd Reimann                                                       | 47,41 s     |
| 800-Meter-Lauf          | Guy Gabrielli                                                           | 1:49,8 min  | Ioannis Konnari                                                            | 1:49,9 min  | Rüdiger Möhler                                                      | 1:50,0 min  |
| 1500-Meter-Lauf         | Ari Paunonen                                                            | 3:44,8 min  | Dmitri Dmitrijew                                                           | 3:45,1 min  | Sebastian Coe                                                       | 3:45,2 min  |
| 3000-Meter-Lauf         | Yvan Naessens                                                           | 8:10,6 min  | Patriz Ilg                                                                 | 8:15,0 min  | José Luis González                                                  | 8:17,0 min  |
| 5000-Meter-Lauf         | Pyotr Chernyuk                                                          | 14:18,0 min | John Treacy                                                                | 14:19,2 min | Anatoliy Dimov                                                      | 14:20,6 min |
| 110-Meter-Hürdenlauf    | Aleksandr Puchkov                                                       | 14,07 s     | Javier Moracho                                                             | 14,46 s     | Thomas Wild                                                         | 14,50 s     |
| 400-Meter-Hürdenlauf    | Andreas Münch                                                           | 51,26 s     | Volker Beck                                                                | 51,46 s     | José Alonso                                                         | 51,57 s     |
| 2000-m-Hindernislauf    | Mickey Morris                                                           | 6:34,8 min  | Konstantinos Sakalis                                                       | 5:37,2 min  | Christer Strom                                                      | 5:37,4 min  |
| 10.000-Meter-Gehen      | Roland Wieser                                                           | 43:11,4 min | Olaf Pilarski                                                              | 43:49,0 min | Mykola Vynnychenko                                                  | 44:08,2 min |
| 4-mal-100-Meter-Staffel | FrankreichJean-Claude Amoureux Marc Machabey Jean-Jacques Matz Erik Guy | 40,07 s     | BR DeutschlandWerner Bastians Friedhelm Heckel Michael Gruse Robert Tempel | 40,25 s     | SpanienJosep Carbonell Juan Reventer Miguel Arnau Ángel Heras       | 40,52 s     |
| 4-mal-400-Meter-Staffel | DDRVolker Beck Bernd Reimann Ronald Röder Andreas Münch                 | 3:08,7 min  | BR DeutschlandHarald Schmid Ludger Zander Gerhard Trabert Volker Längsfeld | 3:09,0 min  | PolenHenryk Galant Wiesław Puchalski Edward Antczak Marek Jakubczyk | 3:09,7 min  |
| Hochsprung              | Jacek Wszoła                                                            | 2,22 m      | Wladimir Andrejew                                                          | 2,20 m      | Giordano Ferrari                                                    | 2,16 m      |
| Stabhochsprung          | Aleksandr Dolgow                                                        | 5,00 m      | Felix Böhni                                                                | 4,80 m      | Aleksandr Vostrikov                                                 | 4,80 m      |
| Weitsprung              | Leszek Dunecki                                                          | 7,98 m      | Jochen Verschl                                                             | 7,93 m      | Jaroslav Priščák                                                    | 7,84 m      |
| Dreisprung              | Aston Moore                                                             | 16,16 m     | Hennadij Kowtunow                                                          | 16,06 m     | Miloš Sreiović                                                      | 15,99 m     |
| Kugelstoßen             | Wolodymyr Kysseljow                                                     | 18,27 m     | Roland Höhne                                                               | 18,16 m     | Luc Viudès                                                          | 17,36 m     |
| Diskuswurf              | Helmut Klink                                                            | 55,48 m     | Kiril Georgiew                                                             | 54,84 m     | Ihor Duhinets                                                       | 53,70 m     |
| Hammerwurf              | Detlef Gerstenberg                                                      | 70,08 m     | Klaus Ploghaus                                                             | 65,90 m     | Sergei Litwinow                                                     | 64,44 m     |
| Speerwurf               | Ivan Gromov                                                             | 77,92 m     | Udo Mäussnest                                                              | 76,00 m     | Yuriy Kopylov                                                       | 75,44 m     |
| Zehnkampf               | Eckart Müller                                                           | 7706 Pkt.   | Georg Werthner                                                             | 7468 Pkt.   | Anatoli Nowikow                                                     | 7424 Pkt.   |

## Frauen
| Disziplin               | Gold                                                               | Gold       | Silber                                                          | Silber     | Bronze                                                              | Bronze     |
| ----------------------- | ------------------------------------------------------------------ | ---------- | --------------------------------------------------------------- | ---------- | ------------------------------------------------------------------- | ---------- |
| 100-Meter-Lauf          | Petra Koppetsch                                                    | 11,34 s    | Marlies Oelsner                                                 | 11,43 s    | Wendy Clarke                                                        | 11,53 s    |
| 200-Meter-Lauf          | Petra Koppetsch                                                    | 23,20 s    | Wendy Clarke                                                    | 23,85 s    | Silvia Schinzel                                                     | 23,93 s    |
| 400-Meter-Lauf          | Christina Brehmer                                                  | 51,27 s    | Marita Koch                                                     | 51,60 s    | Rosine Wallez                                                       | 52,55 s    |
| 800-Meter-Lauf          | Olga Commandeur                                                    | 2:05,8 min | Zora Tomecić                                                    | 2:06,1 min | Rita Thijs                                                          | 2:06,1 min |
| 1500-Meter-Lauf         | Angelika Kuhse                                                     | 4:18,6 min | Loa Olafsson                                                    | 4:19,6 min | Gabriella Dorio                                                     | 4:19,6 min |
| 100-Meter-Hürdenlauf    | Laurence Lebeau                                                    | 13,77 s    | Ute Glatte                                                      | 13,98 s    | Xénia Siska                                                         | 14,07 s    |
| 4-mal-100-Meter-Staffel | DDRPetra Koppetsch Marlies Oelsner Margit Sinzel Christina Brehmer | 44,05 s    | PolenElzbieta Stachurska Barbara Mika Zofia Filip Ewa Witkowska | 44,93 s    | BRDClaudia Steger Dagmar Schenten Birgit Seiring Ina Wallburg       | 45,32 s    |
| 4-mal-400-Meter-Staffel | DDRChristina Brehmer Marita Koch Margit Sinzel Hildegard Ullrich   | 3:33,7 min | BRDAngelika Stachowicz Maria Kögel Ursula Hook Heike Neumann    | 3:37,9 min | GroßbritannienAnne Clarkson Diane Heath Ruth Kennedy Karen Williams | 3:39,1 min |
| Hochsprung              | Alla Fedorchuk                                                     | 1,88 m     | Susann Sundkvist                                                | 1,86 m     | Brigitte Holzapfel                                                  | 1,80 m     |
| Weitsprung              | Irina Zhidova                                                      | 6,36 m     | Birgit Grimm                                                    | 6,31 m     | Doina Spinu                                                         | 6,30 m     |
| Kugelstoßen             | Verzhiniya Veselinova                                              | 17,30 m    | Zhivka Dimitrova                                                | 17,05 m    | Karin Kracik                                                        | 16,21 m    |
| Diskuswurf              | Kathrin Wenzel                                                     | 55,06 m    | Katalin Csőke                                                   | 50,48 m    | Tanya Racheva                                                       | 50,46 m    |
| Speerwurf               | Leolita Blodniece                                                  | 60,62 m    | Drahomira Dryeova                                               | 57,44 m    | Vera Portnova                                                       | 55,62 m    |
| Fünfkampf (Pentathlon)  | Brigitte Holzapfel                                                 | 4450 Pkt.  | Andrea Seeger                                                   | 4389 Pkt.  | Petra Prenner                                                       | 4363 Pkt.  |

## Medaillenspiegel
| Medaillenspiegel (Endstand nach 36 Entscheidungen) | Medaillenspiegel (Endstand nach 36 Entscheidungen) | Medaillenspiegel (Endstand nach 36 Entscheidungen) | Medaillenspiegel (Endstand nach 36 Entscheidungen) | Medaillenspiegel (Endstand nach 36 Entscheidungen) | Medaillenspiegel (Endstand nach 36 Entscheidungen) |
| Platz                                              | Land                                               | Gold                                               | Silber                                             | Bronze                                             | Gesamt                                             |
| -------------------------------------------------- | -------------------------------------------------- | -------------------------------------------------- | -------------------------------------------------- | -------------------------------------------------- | -------------------------------------------------- |
| 1                                                  | Deutsche Demokratische Republik                    | 12                                                 | 8                                                  | 2                                                  | 22                                                 |
| 2                                                  | Sowjetunion                                        | 8                                                  | 3                                                  | 8                                                  | 19                                                 |
| 3                                                  | BRD                                                | 4                                                  | 7                                                  | 4                                                  | 15                                                 |
| 4                                                  | Polen                                              | 3                                                  | 1                                                  | 2                                                  | 6                                                  |
| 5                                                  | Frankreich                                         | 3                                                  | 2                                                  | 1                                                  | 6                                                  |
| 6                                                  | Vereinigtes Königreich                             | 2                                                  | 2                                                  | 3                                                  | 7                                                  |
| 7                                                  | Bulgarien                                          | 1                                                  | 2                                                  | 1                                                  | 4                                                  |
| 8                                                  | Finnland                                           | 1                                                  | 1                                                  | 0                                                  | 2                                                  |
| 9                                                  | Belgien                                            | 1                                                  | 0                                                  | 2                                                  | 3                                                  |
| 10                                                 | Niederlande                                        | 1                                                  | 0                                                  | 0                                                  | 1                                                  |
| 11                                                 | Griechenland                                       | 0                                                  | 2                                                  | 0                                                  | 2                                                  |
| 12                                                 | Spanien                                            | 0                                                  | 1                                                  | 3                                                  | 4                                                  |
| 13                                                 | Österreich                                         | 0                                                  | 1                                                  | 2                                                  | 3                                                  |
| 14                                                 | Jugoslawien                                        | 0                                                  | 1                                                  | 1                                                  | 2                                                  |
| 14                                                 | Schweiz                                            | 0                                                  | 1                                                  | 1                                                  | 2                                                  |
| 14                                                 | Tschechoslowakei                                   | 0                                                  | 1                                                  | 1                                                  | 2                                                  |
| 14                                                 | Ungarn                                             | 0                                                  | 1                                                  | 1                                                  | 2                                                  |
| 18                                                 | Dänemark                                           | 0                                                  | 1                                                  | 0                                                  | 1                                                  |
| 18                                                 | Irland                                             | 0                                                  | 1                                                  | 0                                                  | 1                                                  |
| 20                                                 | Italien                                            | 0                                                  | 0                                                  | 3                                                  | 3                                                  |
| 21                                                 | Rumänien                                           | 0                                                  | 0                                                  | 1                                                  | 1                                                  |
| 21                                                 | Schweden                                           | 0                                                  | 0                                                  | 1                                                  | 1                                                  |
| Gesamt                                             | Gesamt                                             | 36                                                 | 36                                                 | 37                                                 | 109                                                |